# Hans Bradl
Hans Bradl (* 4. November 1941 in Postbauer-Heng; † 1. September 2016) war ein deutscher Politiker (CSU), Bürgermeister von Postbauer-Heng, Bezirkstagspräsident der Oberpfalz und Heimatpfleger.

## Leben
Bradl wurde in Heng auf einem Bauernhof geboren und wuchs dort auf. Er übernahm das Anwesen seiner Eltern und bewirtschaftete es. Von 1972 bis 1992 war er Geschäftsführer des Maschinen- und Betriebshilferings Neumarkt in der Oberpfalz.

## Kommunalpolitische Tätigkeit
1968 wurde Bradl Vorsitzender des Abwasserzweckverbandes der Gemeinden Heng und Postbauer. 1971 wurde er mit 29 Jahren Bürgermeister von Postbauer-Heng, damals der jüngste Bürgermeister der Oberpfalz. Dieses Amt hatte er 37 Jahre inne. 2008 wurde Horst Kratzer sein Nachfolger.
Im Rahmen der Gebietsreform in Bayern vereinigte er die Ortschaften Heng und Postbauer zur Gemeinde Postbauer-Heng. Das Zusammenwachsen der beiden Ortschaften förderte Bradl durch die Anlage eines Gemeindezentrums in ihrer Mitte. In diesem Mittelpunkt der neuen Gemeinde befinden sich Rathaus, Schule, Kindergarten, die katholische und die evangelische Kirche, Banken, Arztpraxen, viele Geschäfte, ein Museum und ein Sportzentrum mit Naturbad. Der Platz vor der neu gebauten Sporthalle erhielt 2017 zu Bradls ehrendem Gedenken den Namen Hans-Bradl-Platz.
Von 1972 bis 2014 war Bradl Mitglied im Kreistag Neumarkt. Ab 1974 saß er im Bezirkstag der Oberpfalz. Von 1992 bis 1999 war er Bezirkstagspräsident.
Bradl war Mitglied der CSU. Von 1982 bis 1992 war er Sprecher der CSU-Fraktion im Bezirkstag der Oberpfalz und von 1984 bis 1996 Sprecher der CSU-Kreistagsfraktion. Von 1996 bis 2005 war Bradl Vorsitzender des CSU-Kreisverbandes Neumarkt.
Nach seiner Tätigkeit als Bürgermeister wurde Bradl Ortsheimatpfleger von Postbauer-Heng. Er gab 2011 einen Bildband Markt Postbauer- Heng; Seine Geschichte, Geschichten und Ortschaften und die Schrift 40 Jahre Postbauer-Heng 1971-2011 heraus.

## Ehrungen und Auszeichnungen
Für seine Tätigkeit erhielt Bradl zahlreiche Auszeichnungen und Ehrungen, darunter: 
- 1994: das Bundesverdienstkreuz am Bande
- 1996: die Bayerische Verdienstmedaille für kommunale Selbstverwaltung in Silber
- 1998: die Goldene Ehrennadel des Bayerischen Roten Kreuzes
- 1998: die Goldene Bürger Medaille der Stadt Bad Kötzting
- 1999: die Bayerische Feuerwehr Medaille in Gold
- 2007: den Ehrenring der Österreichischen Patengemeinde St. Ulrich bei Steyr
- 2008: die Goldene Bürger Medaille des Marktes  Postbauer-Heng
- 2011: den „Goldkegel-Preis“ des Marktes Postbauer-Heng

Bradl war seit 2006 Ehrenbürger der Ungarischen Patengemeinde Gárdony und seit 2009 Ehrenbürger und Altbürgermeister von Postbauer-Heng.